# NGC 3455
NGC 3455 (również PGC 32767 lub UGC 6028) – galaktyka spiralna z poprzeczką (SBb), znajdująca się w gwiazdozbiorze Lwa. Odkrył ją William Herschel 21 marca 1784 roku.